# Jefferson de Oliveira Galvão
Jefferson de Oliveira Galvão, cunoscut ca Jefferson (n. 2 ianuarie 1983, São Vicente⁠(d), São Paulo, Brazilia) este un fotbalist brazilian care joacă pentru Botafogo FR și Echipa națională de fotbal a Braziliei.

### Meciuri la națională
La 16 mai 2015.
| Națională | An    | Meciuri | Goluri |
| --------- | ----- | ------- | ------ |
| Brazilia  | 2011  | 4       | 0      |
| Brazilia  | 2012  | 2       | 0      |
| Brazilia  | 2013  | 3       | 0      |
| Brazilia  | 2014  | 4       | 0      |
| Brazilia  | 2015  | 2       | 0      |
| Total     | Total | 15      | 0      |

## Titluri

### Club
Botafogo
- Taça Guanabara: 2010, 2013
- Taça Rio: 2010, 2012, 2013
- Liga statului Rio de Janeiro: 2010, 2013

### Națională
- Campionatul Mondial de Fotbal sub 20: 2003
- Superclásico de las Américas: 2011
- Cupa Confederațiilor FIFA: 2013

## Legături externe
- Profil la CBF pt
- Profile la TFF tr
- footballzz.co.uk[nefuncțională]
- Jefferson de Oliveira Galvão pe site-ul FIFA (arhivat)